# Connie Powell
Pour les articles homonymes, voir Powell.
Pas d'image ? Cliquez ici

a Compétitions nationales et continentales officielles uniquement.

b Matchs officiels uniquement.
Dernière mise à jour le 22 mai 2025.
Connie Powell, née le 13 juillet 2000 à Ipswich (Angleterre), est une joueuse internationale anglaise de rugby à XV évoluant au poste de talonneur. Elle joue aux Harlequins.

## Biographie
Connie Powell naît le 13 juillet 2000 à Ipswich en Angleterre.
En 2022, elle évolue en club au Gloucester-Hartpury RFC. Elle a cinq sélections en équipe d'Angleterre quand elle est retenue en septembre 2022 pour disputer la Coupe du monde en Nouvelle-Zélande.
À l'automne suivant, elle fait partie des trente joueuses qui partent dans ce même pays participer pour l'Angleterre au WXV 2023.

## Palmarès
- Vainqueur du WXV en 2023 et 2024.